# 渡辺なつみ (作詞家)
渡辺 なつみ（わたなべ なつみ）は、日本の作詞家。栃木県宇都宮市出身。
ポップス・ロックから演歌・歌謡曲まで、幅広いジャンルで数々の有名アーティストに歌詞を提供しているが、BoAの楽曲の多くの作詞を手掛ける他、TWICEの楽曲、アニメ・タイアップの作品でも知られる。
地元宇都宮市の餃子日本一奪還応援ソング「ギョ!ギョ!ギョ!ギョーザ」を宇都宮餃子会に無償で提供した。

## 主な作詞作品

### あ行
- アグネス・チャン
  - 「好きになってもいいですか」
  - 「しあわせの花」
  - 「息」
- 芦田愛菜（いずれも浅利進吾との共作）
  - 「ステキな日曜日〜Gyu Gyu グッデイ!〜」
  - 「ずっとずっとトモダチ」
  - 「ハッピーラッキー☆ゴー!」
- 安倍麻美
  - 「情熱セツナ」
- 安室奈美恵
  - 「Stop the music」（日本語詞）
  - 「GET MY SHININ'」
  - 「ALL FOR YOU」
- 池田綾子
  - 「僕たちの Tomorrow」
- 市原悦子
  - 「きっと倖せ」
  - 「見返り美人」
- 稲垣潤一
  - 「Get Back to Myself」
  - 「さらば愛しき人よ」
  - 「世界でたった一人の君に」
  - 「もうひとつの夏」
  - 「君の瞳はそのままに」
- w-inds.
  - 「Be As One」
  - 「Noise」
  - 「 Rainbow Hill」
  - 「 You Make Me Crazy」
  - 「Swear Down」
  - 「Nothing Gonna Change it」
  - 「No Doubts」
  - 「What's the Difference」
- 上原多香子
  - 「GLORY-君がいるから-」
- 植村花菜
  - 「大切な人」
- 内田真礼
  - 「金色の勇気」
- 宇都宮隆
  - 「Remedy」
  - 「Slow Version」
- 奥村チヨ
  - 「サイレントムーン」
- オノ・アヤコ
  - 「TWO OF US」

### か行
- 華原朋美
  - 「好きは世界一長い言葉」
- KARA
  - 「ジェットコースターラブ」(下地悠との合作)
- 河辺千恵子
  - 「桜キッス」
- 国仲涼子
  - 「めぐり逢えたね」
  - 「星の時間」
- 倖田來未
  - 「COLOR OF SOUL」
- 小柳ルミ子
  - 「千年の恋」
  - 「あなたに麒麟」

### さ行
- 沢田知可子
  - 「Silent Rain」
- ジュノ
  - 「Good Bye」
  - 「行かないで ～No No No～ 」
- Jun. K
  - 「Real Love (Feat. Lang Lang)」
- John-Hoon
  - 「Blue Moon」
  - 「海を渡る月」
- スターダストレビュー
  - 「ふたり」
  - 「クレイジー・ラブ」
  - 「ワイン恋物語」
- 瀬口侑希
  - 「命燃ゆ」
  - 「花に降る雨」
  - 「或る女のいる酒場」
- 瀬口侑希＆浜圭介
  - 「ふたりはふたり」
- ZONE
  - 「glory colors 〜風のトビラ〜」（共作詞）

### た行
- タイナカサチ
  - 「運命人」
- 高橋瞳
  - 「青空のナミダ」（共作詞）
- 谷村奈南
  - 「If I'm not the one」
- 玉置成実
  - 「Complete」
  - 「Long Way Behind」
  - 「real dreaM」
  - 「NEVER STOP MY HEART-君という奇蹟に」
- 鶴久政治
  - 「pull out the safety ring」
  - 「空を見たら」
  - 「THE WIND KNOWS MY NAME」
- 2PM
  - 「Beautiful」
  - 「Want You Back」
  - 「Winter Games」
  - 「Merry-go-round」
  - 「Stay Here」
- D&D
  - 「SUNSHINE HERO」
- テツandトモ
  - 「桜前線」
  - 「ほろ酔いブルース」
  - 「泥の中の蛍」
  - 「おんなじ空の下」
  - 「アッハッハ!」
  - 「GO! GO! 大好きがいっぱい」
- TOKIO
  - 「君を想うとき」
- Toshl
  - 「Welcome to my destiny」
- TWICE
  - 「One More Time」
  - 「Wake Me Up」
  - 「The Best Thing I Ever Did」
  - 「Feel Special」

### な行
- 新浜レオン
  - 「離さない 離さない」
- 西尾夕紀・山寺宏一
  - 「7歳違いのLove Song」
- 野口五郎
  - 「想い出のメリークリスマス」

### は行
- パク・ジュニョン
  - 「あやまち」
- 林原めぐみ
  - 「Tokyo Boogie Night」
  - 「夢を抱きしめて」
- HARA
  - 「Midnight Queen」(Song Soo Yoon及びLee Hyung Sukとの合作)
- 久石譲
  - 「Lonely Dreamer」（英語詞）
- 藤澤ノリマサ
  - 「Stay forever -あなたを守りたい」
- Buzy
  - 「アシタ晴レタラ」
  - 「Keep Silence」
  - 「コスモスの咲く頃に」
  - 「白い自転車」
  - 「Buzy」
  - 「水色の星」
- BoA
  - 「LISTEN TO MY HEART」
  - 「Every Heart -ミンナノキモチ-」
  - 「Realize (stay with me)」（日本語詞）
  - 「奇蹟」
  - 「JEWEL SONG」
  - 「BESIDE YOU -僕を呼ぶ声」
  - 「Shine We Are!」
  - 「DOUBLE」
  - 「MEGA STEP」（BoAとの共作詞）
  - 「DO THE MOTION」
  - 「抱きしめる」
  - 「Everlasting」
  - 「Winter Love」

### ま行
- MAX
  - 「SPLASH GOLD-夏の奇蹟-」
- 観月ありさ
  - 「大好き!」
- MEILIN
  - 「イノセントガール」
- May J.
  - 「Wishes come true -咲き誇る花たちに-」「So Beautiful」
- 森口博子
  - 「あの日のフォトグラフ」　（作曲：芹沢和則）
  - 「あした元気になあれ」　（作曲：上杉洋史）
  - 「北海道へ行こうよ」　（作曲：M&M）
  - 「今年のValentine」　（作曲：井上慎次郎）
  - 「冬の花火」　（作曲：大坪直樹）
  - 「もっとうまく好きと言えたなら」　（作曲：大田美知彦）
  - 「あなたのそばにいるだけで」　（作曲：田原音彦）
  - 「JUNGLE NITE」　（作曲：OSNY MELO）
- 森昌子
  - 「家族写真」

### や行
- 山本譲二
  - 「俺の花」
- ユンナ
  - 「今が大好き」
- 米倉千尋
  - 「嵐の中で輝いて」
  - 「永遠の扉」
  - 「オレンジ色のKissをあげよう」
  - 「約束」